# Salariu minim pe economie
Salariul minim pe economie este valoarea cea mai mică a salariului orar, zilnic sau lunar pe care legea țării respective permite angajatorilor să-l acorde unui salariat. Primele țări în care s-a stabilit prin lege un salariu minim au fost Australia și Noua Zeelandă, la sfârșitul secolului al XIX-lea. În prezent salariul minim pe economie este stabilit în peste 90% din țările lumii.
În anul 2010, la nivel mondial, Luxemburg avea cel mai mare salariu minim, cu 1.687 de dolari americani lunar, iar Burundi avea cel mai mic salariu minim, respectiv 6 dolari lunar, în timp ce salariul minim în Uganda era de 7 dolari.
Din cele 120 de țări analizate la acel moment, România se situa între primele 50 de țări, cu o valoare a salariului minim de 320 de dolari (PPP) în 2009.
Dintre țările membre ale Uniunii Europene, doar Bulgaria avea un salariu minim mai mic decât România (292 dolari).
În mai 2014, cetățenii Elveției au refuzat introducerea unui salariu minim pe economie de aproximativ 3.300 de euro, cel mai ridicat salariu minim din lume, în condițiile costului ridicat al vieții în această țară.

## Salariul minim pe economie în România
Până în anul 2011 a existat obligativitatea acordării unui salariu minim pentru persoanele care au terminat o facultate, care echivala cu două salarii minime la nivel național.

### Evoluția anuală
1. 1 2 3  In ce tara din lume se plateste cel mai mare salariu minim pe economie? Dar cel mai mic salariu minim?, 17 decembrie 2010, Cristian Orgonas, HotNews.ro, accesat la 26 decembrie 2015
2. ↑  Ce țară din lume are cel mai mare salariu minim pe economie?, 17 decembrie 2010, Adevărul, accesat la 26 decembrie 2015
3. ↑  Elvețienii refuză cel mai ridicat salariu minim pe economie din lume, 18 mai 2014, Cotidianul, accesat la 26 decembrie 2015
4. ↑  DRAMATIC. Peste un milion de angajați au salariul minim pe economie, de 12 ori mai mulți decât număram în urmă cu trei ani. Unu din cinci angajați a câștigat doar 900 de lei brut/lună în 2014, 13 ianuarie 2015, Adelina Mihai, Ziarul financiar, accesat la 27 decembrie 2015

Salariul minim brut pe economie (la care se aplica impozite) pe ani:
| Valabil de la data | Valoare în lei | Valoare în euro | Studii superioare | Hotărâre de guvern | Note |
| ------------------ | -------------- | --------------- | ----------------- | ------------------ | --- |
| 1 ianuarie 2025    | 4.050 RON      | 814€            |                   | HG 1506/2024       | Valoarea netă a salariului minim este de 2.574 RON |
| 1 iulie 2024       | 3.700 RON      | 743€            |                   | HG 598/2024        | Valoarea netă a salariului minim este de 2.363 RON |
| 1 octombrie 2023   | 3.300 RON      | 664€            |                   | HG 900/2023        | Valoarea netă a salariului minim este de 2.079 RON |
| 1 ianuarie 2023    | 3.000 RON      | 606€            |                   |                    | Valoarea netă a salariului minim este de 1.898 RON |
| 1 ianuarie 2022    | 2.550 RON      | 515€            |                   |                    | Valoarea netă a salariului minim este de 309€ |
| 13 ianuarie 2021   | 2.300 RON      | 473€            | 2.350 RON         | HG 4/2021          | Valoarea neta a salariului minim este de 285€ |
| 1 ianuarie 2020    | 2.230 RON      | 466€            | 2.350 RON         | HG 935/2019        | Valoarea neta a salariului minim este de 1.346 RON. |
| 1 ianuarie 2019    | 2.080 RON      | 446€            | 2.350 RON (505€)  | HG 937/2018        | |
| 1 ianuarie 2018    | 1.900 RON      | 408€            |                   | H.G. 846/2017      | |
| 1 februarie 2017   | 1.450 RON      | 320€            |                   | H.G. 1/2017        | 1,3 milioane de angajați, reprezentând 30% din total, lucrează pe salariul minim. |
| 1 mai 2016         | 1.250 RON      | 277€            |                   | H.G. 1017/2015     | |
| 1 iulie 2015       | 1.050 RON      | 236€            |                   | HG 1091/2014       | |
| 1 ianuarie 2015    | 975 RON        | 216€            |                   | HG 1091/2014       | În anul 2015, România avea al doilea cel mai mic salariu din Uniunea Europeană, după Bulgaria. Aproximativ 2,4 milioane de salariați aveau salariul minim pe economie sau mai mic, ceea ce reprezenta 40% din numărul total al salariaților activi. Dintre aceștia, 1,6 milioane aveau normă întreagă, iar 0,7 milioane lucrau cu normă parțială. |
| 1 iulie 2014       | 900 RON        | 205€            |                   | HG 871/2013        | |
| 1 ianuarie 2014    | 850 RON        | 189€            |                   | HG 871/2013        | La sfârșitul anului 2014 existau peste un milion de angajați (adică 20% din totalul salariaților din economie) care aveau salariul minim, aproape de 12 ori mai mult decât în august 2011. |
| 1 iulie 2013       | 800 RON        | 179€            |                   | HG 23/2013         | În decembrie 2013, România avea al doilea cel mai mic salariu din Uniunea Europeană, după Bulgaria. |
| 1 februarie 2013   | 750 RON        | 171€            |                   | HG 23/2013         | |
| 1 ianuarie 2012    | 700 RON        | 155€            |                   | HG 1225/2011       | În aprilie 2012, România era singura țară în care aproape un sfert dintre angajați aveau salariul minim. |
| 1 ianuarie 2011    | 670 RON        | 159€            |                   | HG 1193/2010       | În august 2011, mai puțin de 90.000 de salariați erau plătiți la nivelul salariului minim pe economie. |
| 1 ianuarie 2009    | 600 RON        | 142€            | 1.200 RON (298€)  | [ 22 ]             | |
| 1 octombrie 2008   | 540 RON        | 142€            |                   | [ 23 ]             | |
| 1 ianuarie 2008    | 500 RON        | 140€            |                   | [ 24 ]             | |
| 1 ianuarie 2007    | 390 RON        | 114€            |                   | [ 25 ]             | |
| 1 ianuarie 2006    | 330 RON        | 90€             |                   | [ 25 ] [ 26 ]      | |
| 1 ianuarie 2005    | 310 RON        | 85€             |                   | [ 26 ]             | |
| 1 ianuarie 2004    | 2.800.000 ROL  | 70€             |                   | [ 27 ]             | |
| 1 ianuarie 2003    | 2.500.000 ROL  | 65€             |                   | [ 27 ]             | |
| 1 ianuarie 2002    | 1.750.000 ROL  | 55€             |                   | [ 27 ]             | |
| 1 ianuarie 2001    | 1.400.000 ROL  | 55€             |                   | [ 27 ]             | |
| 1 decembrie 2000   | 1.000.000 ROL  | 45€             |                   |                    | |
| 1 februarie 2000   | 700.000 ROL    | 39€             |                   |                    | |
| 1 mai 1999         | 450.000 ROL    | 28€             |                   |                    | |
| 1 aprilie 1998     | 350.000 ROL    | 38€             |                   |                    | |
| 1 octombrie 1997   | 250.000 ROL    |                 |                   |                    | |
| 1 august 1997      | 225.000 ROL    |                 |                   |                    | |
| 1 februarie 1997   | 150.000 ROL    |                 |                   |                    | |
| 1 august 1996      | 97.000 ROL     |                 |                   |                    | |
| 1 aprilie 1995     | 75.000 ROL     |                 |                   |                    | |
| 1 iulie 1994       | 65.000 ROL     |                 |                   |                    | |
| 15 martie 1994     | 60.000 ROL     |                 |                   |                    | |
| 1 decembrie 1993   | 45.000 ROL     |                 |                   |                    | |
| 1 octombrie 1993   | 40.200 ROL     |                 |                   |                    | |
| 1 mai 1993         | 30.000 ROL     |                 |                   |                    | |
| 1 martie 1993      | 17.600 ROL     |                 |                   |                    | |
| 1 ianuarie 1993    | 16.600 ROL     |                 |                   |                    | |
| 1 noiembrie 1992   | 15.215 ROL     |                 |                   |                    | |
| 1 septembrie 1992  | 12.920 ROL     |                 |                   |                    | |
| 1 mai 1992         | 11.200 ROL     |                 |                   |                    | |
| 1 martie 1992      | 9.150 ROL      |                 |                   |                    | |
| 1 ianuarie 1992    | 8.500 ROL      |                 |                   |                    | |
| 1 noiembrie 1991   | 7.000 ROL      |                 |                   |                    | |
| 1 septembrie 1991  | 6.775 ROL      |                 |                   |                    | |
| 1 mai 1991         | 5.975 ROL      |                 |                   |                    | |
| 1 aprilie 1991     | 4.675 ROL      |                 |                   |                    | |
| 1 martie 1991      | 3.150 ROL      |                 |                   |                    | |

- anul 1989 - 2.000 lei, scutit de impozite, conform Legii 4/1988 emisă de Marea Adunare Națională. Salariul echivala cu 60 dolari SUA ținând cont de rata reală (nu cea oficială) de schimb din 1989,[28][29] însă, ținând cont de inflația suferită de USD față de sine însuși salariul minim din 1989 echivala cu 124 USD (2019).[30] Adevărata putere de cumpărare era mult mai mică, cu cei 2000 de lei se puteau cumpăra puține bunuri, bunuri ce erau  „raționalizate” (ex. mâncare pe cartelă, benzină pe cartelă. etc), lipseau din magazine (ex. bunuri de consum) sau exista o „listă de așteptare” (ex. automobile) de ani de zile, penurii de căldură, gaze naturale sau electricitate[31][32][33][34]

## Salariul minim în Europa
În anul 2006, salariul minim impozabil în țările din Uniunea Europeană era:
- nu au salariu minim impus prin lege: Austria, Cipru, Danemarca, Finlanda, Italia și Suedia [36];
- sub 300 de euro pe lună: Letonia (129), Lituania (159), Slovacia (183), Estonia (192), Polonia (234), Ungaria (247) și Republica Cehă (261);
- între 400 de euro și 700 de euro pe lună: Portugalia (437), Slovenia (512), Malta (580), Spania (631) și Grecia (668);
- peste 1.200 de euro: Franța (1.218), Belgia (1.234), Marea Britanie (1.269), Olanda (1.273), Irlanda (1.293) și Luxemburg (1.503).

### Salariul minim pe economie în Republica Moldova
În anul 2013, salariul minim de 71 Euro în Moldova era mai mic decât în India (74 Euro), China (98 Euro), Indonezia (139 Euro), Rusia (119 Euro) și nu cu mult mai mare decât în Bangladesh (49 Euro) sau Laos (59 Euro), care au cele mai joase salarii minime în Asia.

### Salariul minim pe economie în Germania
În Germania, mult timp nu a existat un salariu minim pe economie. Pentru prima dată acesta a fost introdus începând cu 1 ianuarie 2015, prin intrarea în vigoare a legii salariului minim („Mindestlohngesetz”, pe scurt „MiLoG”) din 3 iulie 2014. Noua lege prevede un salariu minim de 8,50 € pe oră. Vor exista și excepții, cum ar fi tinerii sub 18 ani și foștii șomeri, în primele șase luni de la reangajare. Lucrătorii sezonieri, cum ar fi cei în agricultură, sunt scutiți de la plata cheltuielilor sociale în limita a maxim 70 de zile pe an. În sectorul construcțiilor din Germania există reglementări speciale, convenite anual între sindicate și patronate. De exemplu la nivelul anului 2014 salariul minim pentru un muncitor calificat era de 13,95 € pe oră în vechile landuri federale (Germania de Vest).

### Salariul minim pe economie în țările nordice
În țările nordice există doar înțelegeri sectoriale între sindicate și patronate.